# Hacine Cherifi
Hacine Cherifi est un boxeur français né le 12 décembre 1967 à Lyon. Il fait partie des quelques boxeurs français à avoir été champion du monde dans les rangs professionnels.

## Carrière professionnelle
Préalablement champion de France chez les amateurs en 1990, il devient professionnel en 1992 : il est champion de France des poids moyens 1995 puis d'Europe en 1996. Il devient le 2 mai 1998 à l'Astroballe de Villeurbanne, champion du monde WBC en détrônant aux points l'américain Keith Holmes,. Il perd sa ceinture lors du combat revanche organisé le 24 avril 1999 par KO technique à la 7e reprise son entraineur est Jean-Marc Perono.
Hacine Cherifi met un terme à sa carrière de boxeur en 2005 après une défaite contre Rudy Markussen sur un bilan de 36 victoires, 12 défaites et 1 match nul.

## Après-carrière
De 2007 à 2012, il s'essaie au théâtre dans la pièce La plénitude des Cendres,. En 2011, il devient le parrain de l'association « Le Blé de l’Espérance » qui soutient la cause des enfants hospitalisés.
Après sept ans passés comme entraîneur à l’ASCS de Rillieux-la-Pape, il quitte ce club en 2013. En août de cette même année, le club de Montluel annonce l'arrivée d'Hacine Cherifi comme entraîneur.

## Hommages
- La salle de boxe du club de Montluel se nomme « Marcel-Cerdan - Hacine-Cherifi »[12] depuis 2000[10].

- Un gymnase à Rillieux-la-Pape porte son nom.

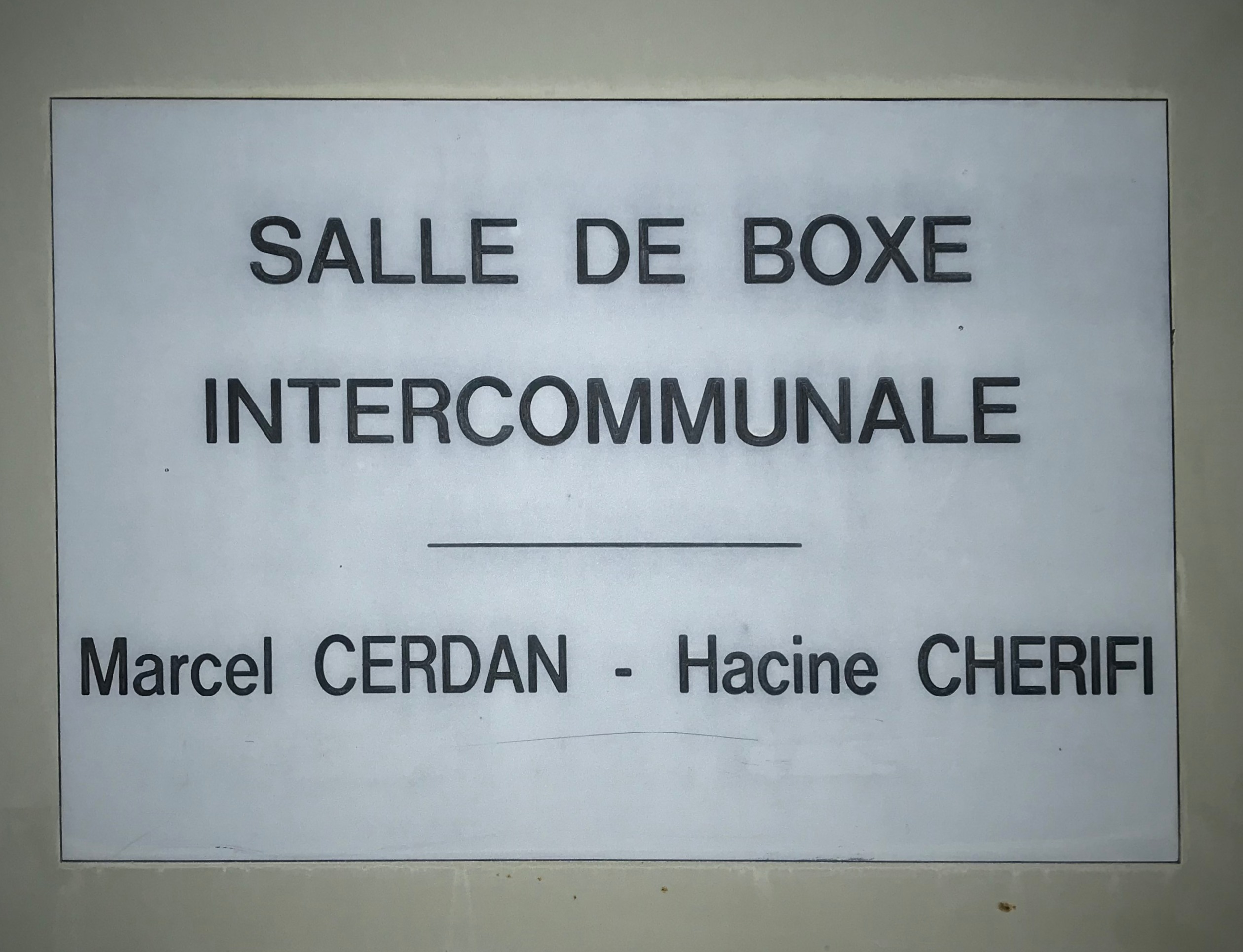
Plaque de la salle de boxe de Montluel.
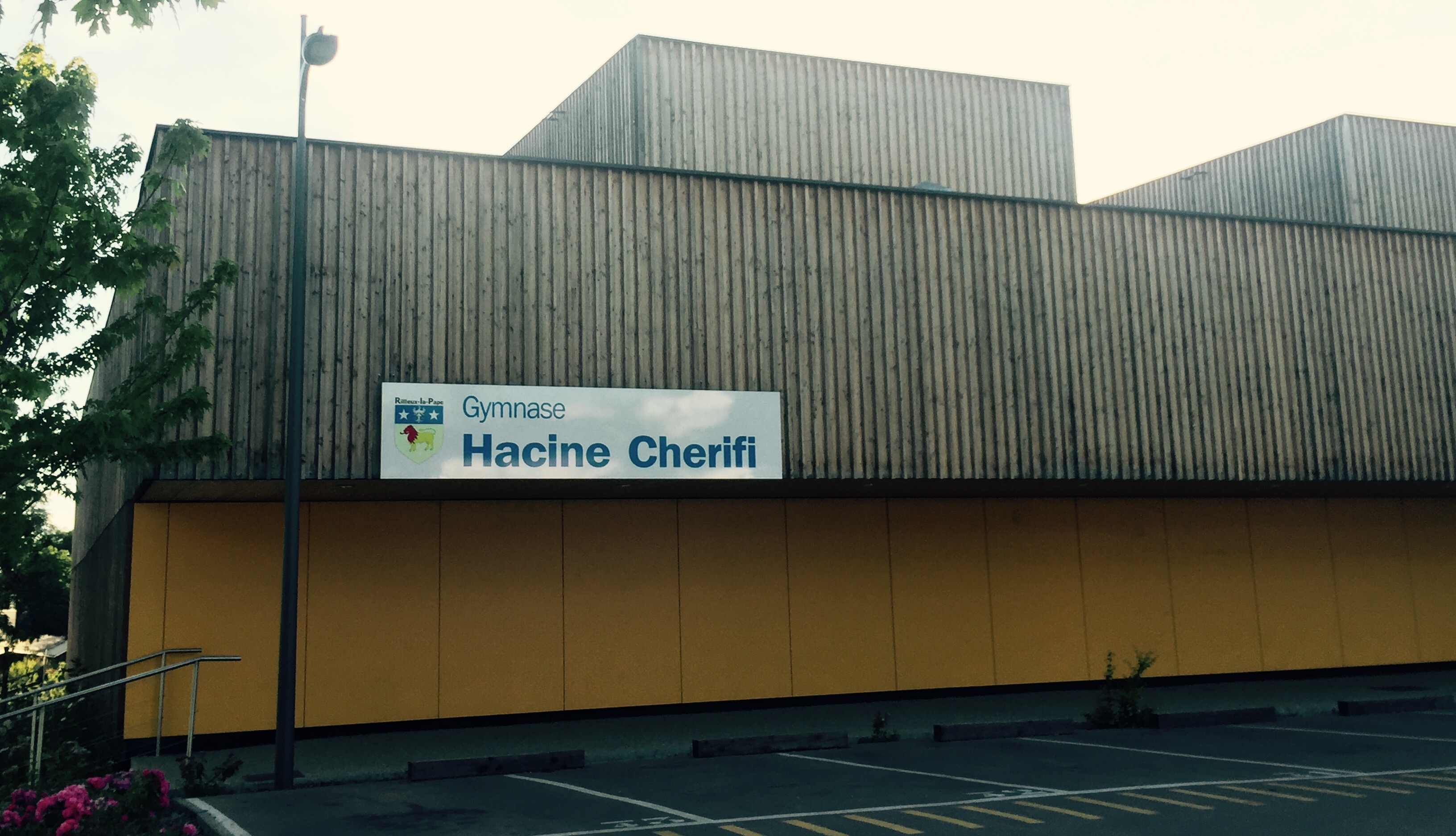
Le gymnase Hacine-Cherifi à Rillieux-la-Pape.

- En 2023, le journaliste Thomas Brugnot publie avec l'accord de Hacine Chérifi sa biographie officielle sous le titre : Hacine Chérifi, itinéraire d'un gamin de banlieue devenu champion du monde de boxe, éditions les passionnés de bouquins, 240 pages.

## Décorations
- En décembre 2008, il est fait Chevalier de l'Ordre national du Mérite[13].

- Hacine Cherifi a été décoré de l'Ordre national de la Légion d'Honneur au grade de Chevalier le 13 juillet 2016[14].